# Le Modèle
Le Modèle est une nouvelle de Guy de Maupassant parue en 1883. 

## Historique
Le Modèle est une nouvelle initialement publiée dans la revue Le Gaulois du 17 décembre. Elle paraît ensuite dans le recueil Le Rosier de Mme Husson en 1888.

## Résumé
Jean Summer, peintre célèbre, se promène avec Joséphine, sa femme infirme, sur la terrasse du casino d’Étretat. Deux hommes discutent un peu plus loin de ce mariage dont tout le monde parle : comment une femme infirme a-t-elle pu se faire épouser?
Avant son mariage, Joséphine est une femme  « gentille, douée de cette niaiserie élégante qu’ont facilement les Parisiennes ». Elle devient le modèle de Jean Summer. Le peintre tombe amoureux d'elle. Mais il rompt au bout de trois mois. Elle s'y refuse, il la repousse, elle menace de se tuer et, quand il la met au défi, elle se jette par la fenêtre et se brise les jambes ; elle ne marchera plus.

## Adaptation au cinéma
Le Modèle  est l'une des trois histoires adaptées par Max Ophüls dans son film Le Plaisir, sorti en 1952.

## Édition
- Le Modèle dans Maupassant, contes et nouvelles, texte établi et annoté par Louis Forestier, Bibliothèque de la Pléiade, éditions Gallimard, 1974  (ISBN 978-2-07-010805-3)